# تیمور رحیموف
تیمور رحیموف (انگلیسی: Temur Rakhimov؛ زادهٔ ۸ ژوئیهٔ ۱۹۹۷) جودوکار اهل تاجیکستان است.